# Jiří Šusta (fotbalista)
Jiří Šusta (* 12. dubna 1941 Praha) je český fotbalový trenér a bývalý prvoligový útočník.

## Hráčská kariéra
Odchovanec Slavoje Vyšehrad hrál v československé lize za ČKD Praha (dobový název Bohemians), vstřelil dvě prvoligové branky. Ve II. lize hrál také za SONP Kladno a Spartak Radotín. V nižších soutěžích působil ve Slavoji Vyšehrad.

### Prvoligová bilance
| Ročník             | Zápasy | Góly | Minuty | Klub         |
| ------------------ | ------ | ---- | ------ | ------------ |
| I. liga 1962/63    | 11     | 2    | 966    | TJ ČKD Praha |
| CELKEM I. ČS. LIGA | 11     | 2    | 966    |              |

## Trenérská kariéra
Po skončení hráčské kariéry se stal trenérem. Ve Slavii Praha byl dlouholetým trenérem mládeže a B-mužstva. Největšího úspěchu u B-mužstva dosáhl v sezoně 1996/97, kdy je společně s Miroslavem Stárkem dovedli k vítězství v České fotbalové lize (jedna ze skupin 3. nejvyšší soutěže).
V úterý 12. září 1995 vedl z lavičky A-mužstvo Slavie Praha v zápase Poháru UEFA na půdě německého klubu SC Freiburg místo suspendovaného Františka Cipra. Hosté zvítězili 2:1 brankami Pavla Novotného a Martina Pěničky.
Na začátku 3. tisíciletí byl ve Slavii Praha také šéfem skautingu.